# Malý sval hýžďový
Malý sval hýžďový (lat. musculus gluteus minimus) je nejmenší z hýžďových svalů. Má vějířovitý tvar, odstupuje jako široký sval na kyčelní kosti, svalové snopce se sbíhají směrem k trochanter major stehenní kosti, kde se upíná. Úponová šlacha je podložena tihovým váčkem.
Malý sval hýžďový leží v hloubce pod středním hýžďovým svalem.

## Malý sval hýžďový u zvířat
Ve veterinární anatomii se tento sval nazývá hluboký sval hýžďový (m. gluteus profundus), jinak se nijak podstatněji neliší. Je natahovačem kyčelního kloubu.